# Lista de atores com dois ou mais Oscars nas categorias de atuação

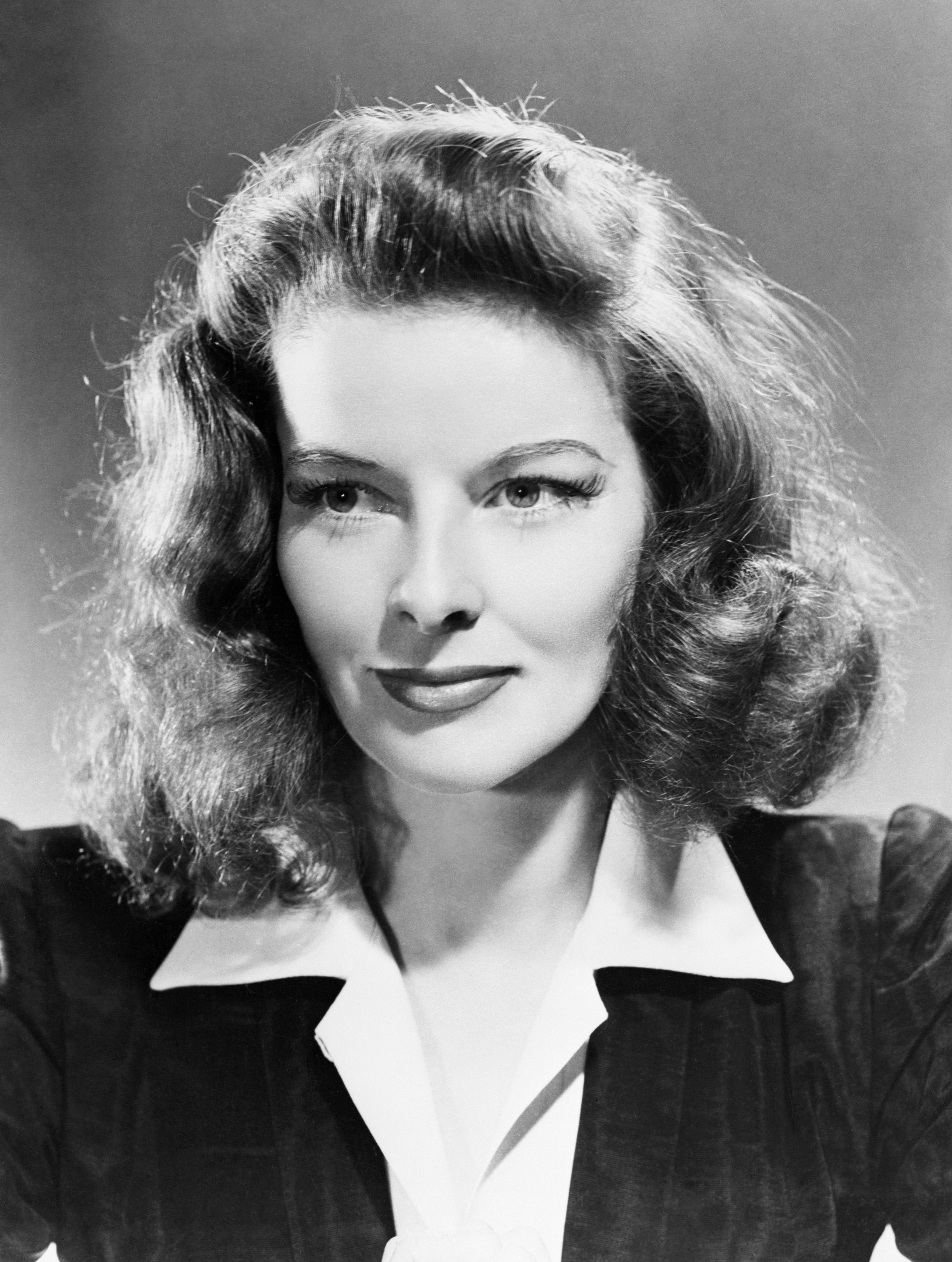
Katharine Hepburn é a artista mais premiada, com 4 troféus.

Até 2021, a Academia de Artes e Ciências Cinematográficas premiou 44 atores e atrizes com dois ou mais Oscars nas categorias de atuação. Katharine Hepburn detém quatro prêmios de Melhor Atriz. Seis pessoas ganharam três Oscar: Daniel Day-Lewis (três prêmios de Melhor Ator), Frances McDormand (três prêmios de Melhor Atriz), Meryl Streep (dois prêmios de Melhor Atriz e um de Melhor Atriz Coadjuvante), Jack Nicholson (dois prêmios de Melhor Ator e um prêmio de Melhor Ator Coadjuvante), Ingrid Bergman (dois prêmios de Melhor Atriz e um prêmio de Melhor Atriz Coadjuvante), e Walter Brennan (três prêmios de Melhor Ator Coadjuvante). Brennan foi o primeiro a receber três ou mais prêmios da Academia em 1940, seguido por Hepburn em 1968, Bergman em 1974, Nicholson em 1997, Streep em 2011, Day-Lewis em 2012 e, mais recentemente, Frances McDormand em 2021. Dos sete, apenas Nicholson, Streep, Day-Lewis e McDormand ainda estão vivos.
A única restrição é que os atores não podem receber várias indicações pelo mesmo desempenho. Esta regra foi implementada depois que Barry Fitzgerald recebeu uma indicação de Melhor Ator e Melhor Ator Coadjuvante por sua atuação em O Bom Pastor (1944).

## Lista
- † = falecido

| Intérprete            | Melhor Ator/Atriz Principal                                                                              | Melhor Ator/Atriz Coadjuvante                               | Total de prêmios | Total de indicações |
| --------------------- | --- | ----------------------------------------------------------- | ---------------- | ------------------- |
| Katharine Hepburn †   | Morning Glory (1933) Guess Who's Coming to Dinner (1967) The Lion in Winter (1968) On Golden Pond (1981) |                                                             | 4                | 12                  |
| Daniel Day-Lewis      | My Left Foot (1989) There Will Be Blood (2007) Lincoln (2012)                                            |                                                             | 3                | 6                   |
| Frances McDormand     | Fargo (1996) Three Billboards Outside Ebbing, Missouri (2017) Nomadland (2020)                           |                                                             | 3                | 6                   |
| Meryl Streep          | Sophie's Choice (1982) The Iron Lady (2011)                                                              | Kramer vs. Kramer (1979)                                    | 3                | 21                  |
| Jack Nicholson        | One Flew Over the Cuckoo's Nest (1975) As Good as It Gets (1997)                                         | Terms of Endearment (1983)                                  | 3                | 12                  |
| Ingrid Bergman †      | Gaslight (1944) Anastasia (1956)                                                                         | Murder on the Orient Express (1974)                         | 3                | 7                   |
| Walter Brennan †      | | Come and Get It (1936) Kentucky (1938) The Westerner (1940) | 3                | 4                   |
| Bette Davis †         | Dangerous (1935) Jezebel (1938)                                                                          |                                                             | 2                | 10                  |
| Spencer Tracy †       | Captains Courageous (1937) Boys Town (1938)                                                              |                                                             | 2                | 9                   |
| Marlon Brando †       | On the Waterfront (1954) The Godfather (1972)                                                            |                                                             | 2                | 8                   |
| Jack Lemmon †         | Save the Tiger (1973)                                                                                    | Mister Roberts (1955)                                       | 2                | 8                   |
| Denzel Washington     | Training Day (2001)                                                                                      | Glory (1989)                                                | 2                | 8                   |
| Cate Blanchett        | Blue Jasmine (2013)                                                                                      | The Aviator (2004)                                          | 2                | 7                   |
| Robert De Niro        | Raging Bull (1980)                                                                                       | The Godfather Part II (1974)                                | 2                | 7                   |
| Jane Fonda            | Klute (1971) Coming Home (1978)                                                                          |                                                             | 2                | 7                   |
| Dustin Hoffman        | Kramer vs. Kramer (1979) Rain Man (1988)                                                                 |                                                             | 2                | 7                   |
| Michael Caine         | | Hannah and Her Sisters (1986) The Cider House Rules (1999)  | 2                | 6                   |
| Anthony Hopkins       | The Silence of the Lambs (1991) The Father (2020)                                                        |                                                             | 2                | 6                   |
| Tom Hanks             | Philadelphia (1993) Forrest Gump (1994)                                                                  |                                                             | 2                | 6                   |
| Jessica Lange         | Blue Sky (1994)                                                                                          | Tootsie (1982)                                              | 2                | 6                   |
| Maggie Smith          | The Prime of Miss Jean Brodie (1969)                                                                     | California Suite (1978)                                     | 2                | 6                   |
| Gary Cooper †         | Sargento York (1941) High Noon (1952)                                                                    |                                                             | 2                | 5                   |
| Olivia de Havilland † | To Each His Own (1946) The Heiress (1949)                                                                |                                                             | 2                | 5                   |
| Gene Hackman †        | The French Connection (1971)                                                                             | Unforgiven (1992)                                           | 2                | 5                   |
| Fredric March †       | Dr. Jekyll and Mr. Hyde (1931) The Best Years of Our Lives (1946)                                        |                                                             | 2                | 5                   |
| Sean Penn             | Mystic River (2003) Milk (2008)                                                                          |                                                             | 2                | 5                   |
| Elizabeth Taylor †    | Butterfield 8 (1960) Who's Afraid of Virginia Woolf? (1966)                                              |                                                             | 2                | 5                   |
| Jodie Foster          | The Accused (1988) The Silence of the Lambs (1991)                                                       |                                                             | 2                | 4                   |
| Glenda Jackson        | Women in Love (1970) A Touch of Class (1973)                                                             |                                                             | 2                | 4                   |
| Anthony Quinn †       | | Viva Zapata! (1952) Lust for Life (1956)                    | 2                | 4                   |
| Shelley Winters †     | | The Diary of Anne Frank (1959) A Patch of Blue (1965)       | 2                | 4                   |
| Renée Zellweger       | Judy (2019)                                                                                              | Cold Mountain (2003)                                        | 2                | 4                   |
| Melvyn Douglas †      | | Hud (1963) Being There (1979)                               | 2                | 3                   |
| Sally Field           | Norma Rae (1979) Places in the Heart (1984)                                                              |                                                             | 2                | 3                   |
| Jason Robards †       | | All the President's Men (1976) Julia (1977)                 | 2                | 3                   |
| Peter Ustinov †       | | Spartacus (1960) Topkapi (1964)                             | 2                | 3                   |
| Dianne Wiest          | | Hannah and Her Sisters (1986) Bullets over Broadway (1994)  | 2                | 3                   |
| Mahershala Ali        | | Moonlight (2016) Green Book (2018)                          | 2                | 2                   |
| Helen Hayes †         | The Sin of Madelon Claudet (1931)                                                                        | Airport (1970)                                              | 2                | 2                   |
| Vivien Leigh †        | Gone with the Wind (1939) A Streetcar Named Desire (1951)                                                |                                                             | 2                | 2                   |
| Luise Rainer †        | The Great Ziegfeld (1936) The Good Earth (1937)                                                          |                                                             | 2                | 2                   |
| Kevin Spacey          | American Beauty (1999)                                                                                   | The Usual Suspects (1995)                                   | 2                | 2                   |
| Hilary Swank          | Boys Don't Cry (1999) Million Dollar Baby (2004)                                                         |                                                             | 2                | 2                   |
| Christoph Waltz       | | Inglourious Basterds (2009) Django Unchained (2012)         | 2                | 2                   |
| Emma Stone            | La La Land (2017) Poor Things (2023)                                                                     |                                                             | 2                | 2                   |
| Adrien Brody          | The Pianist (2002) The Brutalist (2024)                                                                  |                                                             | 2                | 2                   |